# Garten & Freizeitmarkt
Garten & Freizeitmarkt ist eine Fachzeitschrift für
den Handel mit Garten- und Freizeitbedarf, Gartengeräten, Rasenpflegemaschinen und -geräten, lebendem Grün, Gartenausstattungen, Terrassen und Balkonbedarf, Zoo- und Aquaristikbedarf. Sie erscheint monatlich im Patzer Verlag und wird bundesweit vertrieben.
Die Fachzeitschrift richtet sich seit ihrem Erscheinen im Jahr 1961 an Gartencenter, Gartenfachgeschäfte, Verkaufsgenossenschaften, den Fachhandel für Gartengeräte, den Zoo-Handel und Heimwerker-, Bau- und Hobbymärkte und informiert mit Nachrichten aus dem grünen Markt. Fachbeiträge über Bewässerungstechnik, Schädlingsbekämpfung, Rasenpflegegeräte, Dünger und Erden, Gartenmöbel, Heimtierbedarf, Grillen in Haus und Garten, Pflanzgefäße, Verkaufsgewächshäuser, Gartendekoration, Floristikbedarf, Aquaristik, Ladenbau und Verkaufsraumgestaltung geben ein umfassendes Bild der Branche. Berichte von großen Messen (IPM, Interzoo, spoga+gafa) ergänzen das redaktionelle Angebot.